# Diligentiae Omnia

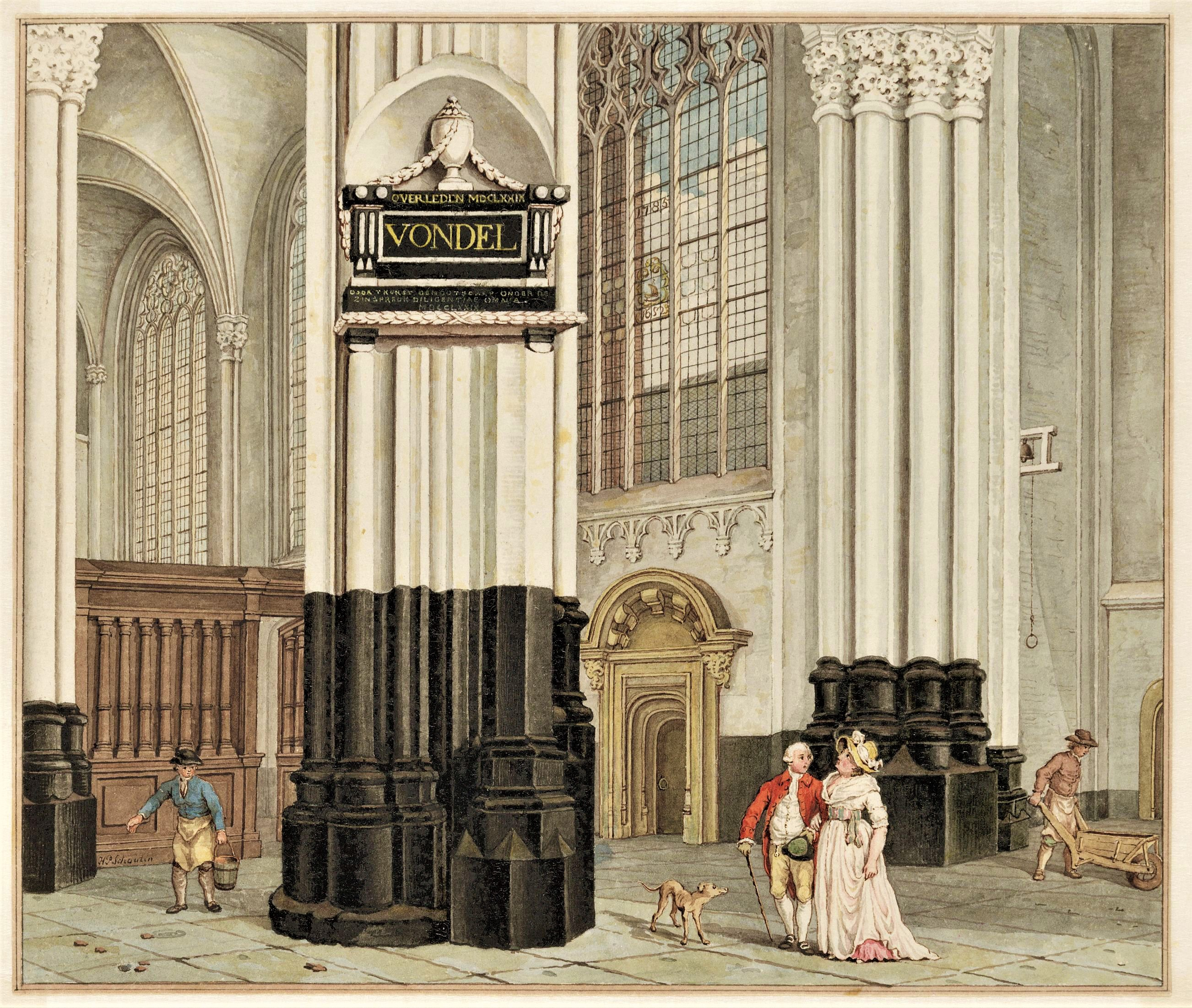
H.P. Schouten Vondel monument Nieuwe Kerk Amsterdam

Diligentiae Omnia was een Nederlands letterkundig genootschap, gericht op de algehele verbetering van de letterkunde, in 1765 opgericht door Johannes Lublink junior met een aantal mensen uit de kring rond Pieter Meijer, maar ook met mensen van daarbuiten. Het blijft tot halverwege de jaren 1780 functioneren.
Men vertaalde literair theoretische geschriften uit het Frans en het Duits, en voegde daar eigen inzichten aan toe. Ook vertaalde men werk van de Nederlandse estheticus Frans Hemsterhuis. Daarnaast sprak uit verschillende verhandelingen een sterke betrokkenheid bij het Republikeinse gedachtegoed dat op Santhorst door Petrus Burman in ere werd gehouden. Het genootschap had ook een sterke band met de opkomende vrijmetselarij. Verschillende verhandelingen werden in het tijdschrift de Algemeene Oefenschoole gepubliceerd. Veel aandacht kreeg het schrijven van toneelstukken, mede door deelname aan het genootschap van een groep toneelschrijvers die zich verenigd hadden in Oefening beschaaft de Kunsten. Het genootschap bestond uit ongeveer 15 deelnemers en vergaderde tweewekelijks in de Oude Doelen.
Het genootschap publiceerde een bundel met verhandelingen, getiteld: Redevoeringen, gehouden in het genootschap Diligentiae Omnia te Amsterdam; 1766-1777  met bijdragen van de leden Harmanus Asschenberg (1726-1792), Antoni Hartsen (1719-1782), Jan Jacob Hartsinck (1716-1779), Arnoud de Lange (1740-1803), Johannes Lublink de Jonge (1736-1816), Jacob Lutkeman (ca. 1720-1782), Cornelis Jacob van der Lijn (1730-1799), Harmanus de Melander, Hermannus Gerardus Oosterdijk (1731-1795), Lucas Pater (1707-1781), Cornelis Ploos van Amstel (1726-1798), Jacob Ploos van Amstel (ca. 1735-na 1776), Jan Willem Roscam, Henri Jean Roullaud (1729-1790) en Laurens van Santen (1746-1798). 
In juni 1771 richt Diligentiae een verzoek aan de burgemeesters om een monument voor Vondel in de Nieuwe Kerk op te richten. Diligentiae zorgde voor het ontwerp en voor de financiering. De controverse die daarover met de gereformeerde orthodoxie losbrandt is hevig, maar de gedenkplaat komt er. Diligentiae Omnia stimuleerde ook jong talent als Aagje Deken en Laurens van Santen.
| lid                                        | geloof  | dichtgenootschap | toneelschrijvers       | toneel                                                                                          | Genootschappelijkheid  | beroep                                                                                       | bijzonderheden | bijzonderheden |
| ------------------------------------------ | ------- | ---------------- | ---------------------- | ----------------------------------------------------------------------------------------------- | ---------------------- | -------------------------------------------------------------------------------------------- | --- | --- |
| Asschenberg, Harmanus (1726-1792)          | 1766    | dg.              | Laus deo               | Oeffening beschaaft de Kunsten                                                                  | donderdags genootschap |                                                                                              | lakenkoopman | Santhorster kring.1786 gedicht voor patriots burgemeester Daniel Hooft. In 1784 gedicht in de gedenkzuil voor Van der Capellen (aanw Stadsarchief Amsterdam). Eveneens gedichten op de bebloede mantel van Johan de Witt. Patriot. Leuke stukjes in Uylenbroek Epigrammatische Anthologie |
| Hartsen, Antoni (1719-1782)                | 1766    | dg. Lam          | Laus deo               | Oeffening beschaaft de Kunsten                                                                  | donderdags genootschap | mij. landbouw                                                                                | koopman, bestuurder vrouwenhuis der doopsgezinden                                                                                               | Santhorster kring; ingetrouwd fam . Hooft |
| Hartsinck, Jan Jacob (1716-1779)           | 1766    | ger.             | Laus deo               | bestuurder schouwburg; (schrijft toneelstukken), maar wschl. Niet in genootschappelijk verband. |                        | Dir. Prov. Utr. Gen. Zeeuws Gen. Wet. Dir. Holl. Maatschappij Dir. Oec.Tak                   | bestuurder schouwburg; regent Amsterdam; regent oude mannenhuis; bestuurder WIC.                                                                | |
| Helvetius, Janus (1722-1772)               | 1766    |                  |                        |                                                                                                 |                        | la bien aimée; C & L; L & C                                                                  | advocaat; filosoof | Santhorster kring, bevriend met Petrus Burman jr. Bicker Raye: ‘hij was een groot filosoof en kreunde sig nergens aan’. Dicht in latijn, bewonderaar Robert Smith en Isaac Newton, ziekelijk.                                                                                             |
| Lange, Arnoud de (1740-1803)               | 1766    | lut.             |                        |                                                                                                 |                        | C & L                                                                                        | boekhouder | |
| Lijn, Cornelis Jacob van der (1730-1799),  | 1766    | ger.             |                        | bestuurder schouwburg                                                                           |                        | la bien aimée; dir. Holl Mij.; lid Oec. Tak.; dir. Zeeuws Gen.                               | bestuurder schouwburg; 1759 regent van het Burgerweeshuis; regent van het Oudemannenhuis; regentenfamilie; koopman; assuradeur.                 | Redevoering over de nuttigheid der kunsten en wetenschappen 1767; Over A. Hoogvliet, beschrijving van de Hemelsche Stad verdedigt. 1769 Redevoering over het boek van job 1770 |
| Lublink de Jonge, Johannes (1736-1816)     | 1766    | lut.             |                        |                                                                                                 |                        | Dir. Oec Tak; Lid C&L; L & C; Mij Redding.                                                   | koopman | Santhorster kring |
| Lutkeman, Jacob (ca. 1720-1782)            | 1766    | lut.             |                        | Oeffening beschaaft de Kunsten; lid van pseudo genootschap Franco Cöllen (zie archief six)      | donderdags genootschap | Lid Oec Tak                                                                                  | | Maakt bijschrift op prent vrijzinnig luthers predikant Johan Diedrich Deiman |
| Melander Harmanus de (1720-1780)           | 1766    |                  |                        |                                                                                                 |                        | Lid Oec Tak; C & L                                                                           | | |
| Nomsz, Joannes (1738-1803)                 | 1766    | lut.             |                        |                                                                                                 |                        | geweigerd als lid van La bien aimée                                                          | | Ruzie met H-J. Roullaud en de andere leden van Oefening Beschaafd de Kunsten |
| Oosterdijk, Hermannus Gerardus (1731-1795) | 1766    | ger.             |                        |                                                                                                 |                        | Concordia et Libertate; Lid Oec. Tak; Mij Ned. Lett.; PUG; Zeeuws Gen. ; C & L; Mij Redding. | arts | |
| Pater, Lucas (1707-1781)                   | 1766    | dg.              | Laus deo               | Oeffening beschaaft de Kunsten                                                                  | donderdags genootschap |                                                                                              | makelaar | Santhorster kring ; Gedicht op zwaard onthoofding Oldenbarneveldt |
| Ploos van Amstel, Cornelis (1726-1798)     | 1766    | rem.             |                        |                                                                                                 |                        | Initiatiefnemer Oec. Tak; lid Holl. Mij; Felix dep tek. Dir. Zeeuws Gen; C & L               | regent weeshuis De Oranje-appel | Santhorster kring; Gedicht op zwaard onthoofding Oldenbarneveldt |
| Ploos van Amstel, Jacob (ca. 1735-na 1776) | 1766    | ger.             |                        |                                                                                                 |                        | Lid Oec. Tak; Zeeuws Gen.; C&L; la bien aimée                                                | arts | Santhorster kring; verdedigt Hugo de Groot; wil standbeelden voor Vondel en De Groot |
| Ros(k)cam, Jan Willem (vóór 1730 -1777)    | 1766    |                  |                        |                                                                                                 |                        | C&L                                                                                          | | Santhorster kring; Verhand. Morgenwekker van staat (1772) |
| Roullaud, Henri Jean (1729-1790)           | 1766    | waals            | Laus deo               | bestuurder schouwburg; Oeffening beschaaft de Kunsten                                           | donderdags genootschap | Lid Oec Tak; C&L; la bien aimée                                                              | loontrekkend bestuurder schouwburg; koopman | |
| Santen, Laurens van (1746-1798)            | 1766    | rem.             |                        |                                                                                                 |                        | la vertu                                                                                     | boekhouder | Santhorster kring; patriot |
| Grill, Abraham                             | 1772    | lut.             |                        |                                                                                                 |                        | la bien aimée                                                                                | mogelijk intermediair contact Swedenborg 1769; kapitein schutterij, keizersgracht huis met de hoofden; 1770-1776 regent Grills hofje Amsterdam. | |
| Arntzenius, P.N. (1745-1799)               | Na 1772 |                  |                        |                                                                                                 |                        | Lid Oec Tak; C&L;                                                                            | | |
| Carull, Balthasar                          | na 1772 | luthers          |                        |                                                                                                 |                        | Lid Oec Tak; C&L; Felix                                                                      | organist en orkestmeester Felix | |
| Lennep, Cornelis van (1751-1813)           | na 1772 | ger.             |                        |                                                                                                 |                        | Dir. Oec. Tak; la bien aimée                                                                 | | Santhorster kring |
| J.J. Warnsinck                             | Na 1772 |                  |                        |                                                                                                 |                        |                                                                                              | | |
| N. S. van Winter (1718-1795)               | na 1772 | ger.             | Laus deo, salus populo |                                                                                                 |                        |                                                                                              | | |